# Lepisia braunsi
Lepisia braunsi är en skalbaggsart som beskrevs av Schein 1956. Lepisia braunsi ingår i släktet Lepisia och familjen Melolonthidae. Inga underarter finns listade i Catalogue of Life.